# Brama Wyżynna w Gdańsku

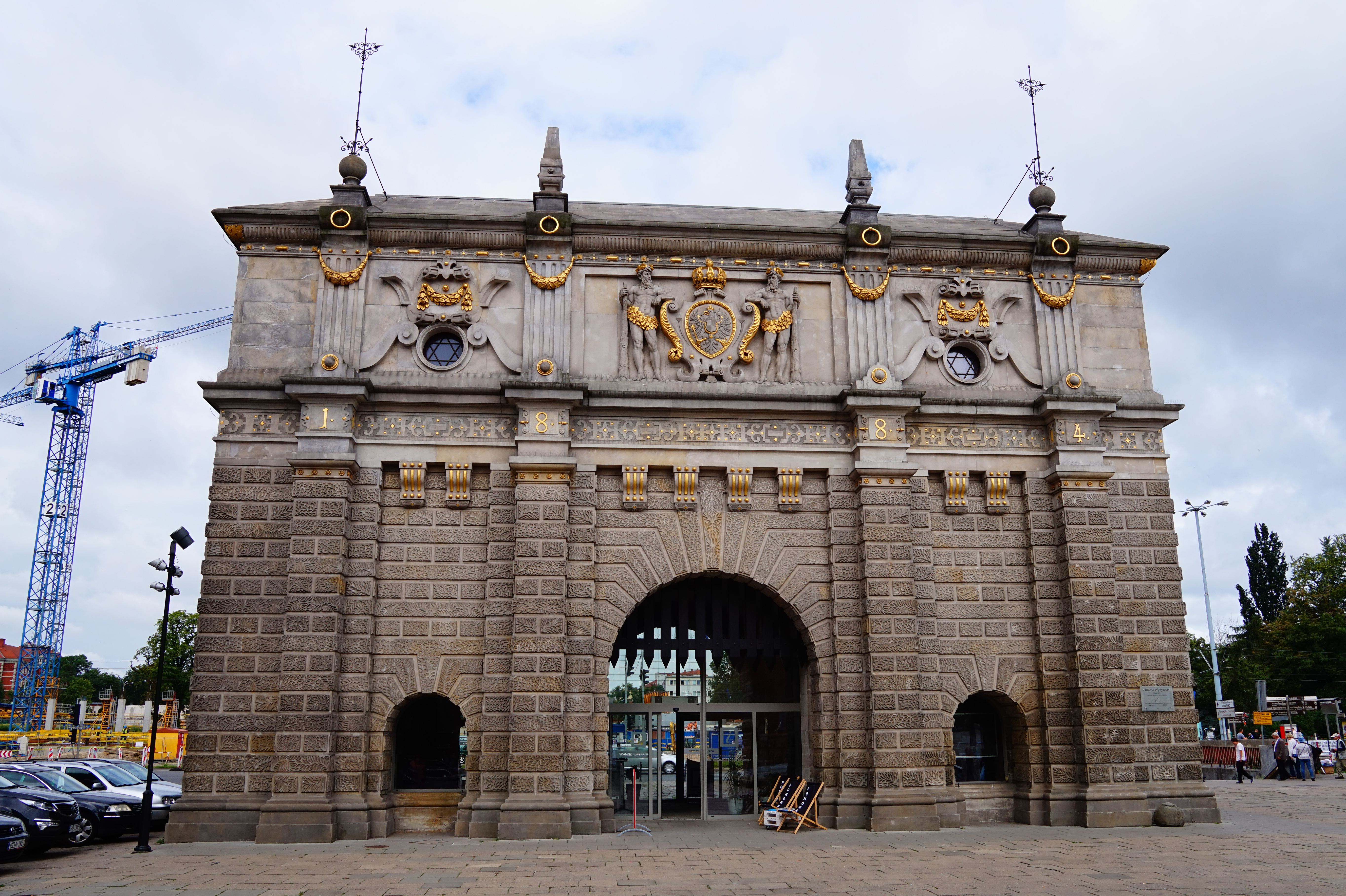
Brama od strony wschodniej

Brama Wyżynna, dawniej także „Brama Wysoka” (niem. Hohes Tor, kaszb. Wësokô Bróma) – renesansowa brama miejska w Gdańsku, obecnie przy głównej trasie samochodowej (ulice Okopowa i Wały Jagiellońskie). Do 1895 znajdowała się w ciągu szesnastowiecznych fortyfikacji, pomiędzy Bastionem św. Elżbiety i Bastionem Karowym oraz stanowiła główną bramę wjazdową do miasta, otwierającą ciąg tzw. Drogi Królewskiej.

## Kwestia autorstwa i daty budowy
Niektóre z zamieszczonych tu informacji wymagają weryfikacji.
Dokładniejsze informacje o tym, co należy poprawić, być może znajdują się w dyskusji tej sekcji.
 Po wyeliminowaniu niedoskonałości należy usunąć szablon {{Dopracować}} z tej sekcji.
Bramę zbudował do 1588 Willem van den Blocke. W dwudziestowiecznej literaturze rozpowszechnił się pogląd, że Bramę Wyżynną wybudował w latach 1574–1576 Hans Kramer, a następnie w latach 1587–1588 miała ona zostać oblicowana piaskowcem (rustykowana) przez W. van den Blocke’a. Franciszek Krzysiak wykazał, że jest to nieporozumienie – w rzeczywistości Kramer wybudował jedynie tzw. bramę wewnętrzną, która istniała do 1878, a następnie została wyburzona.

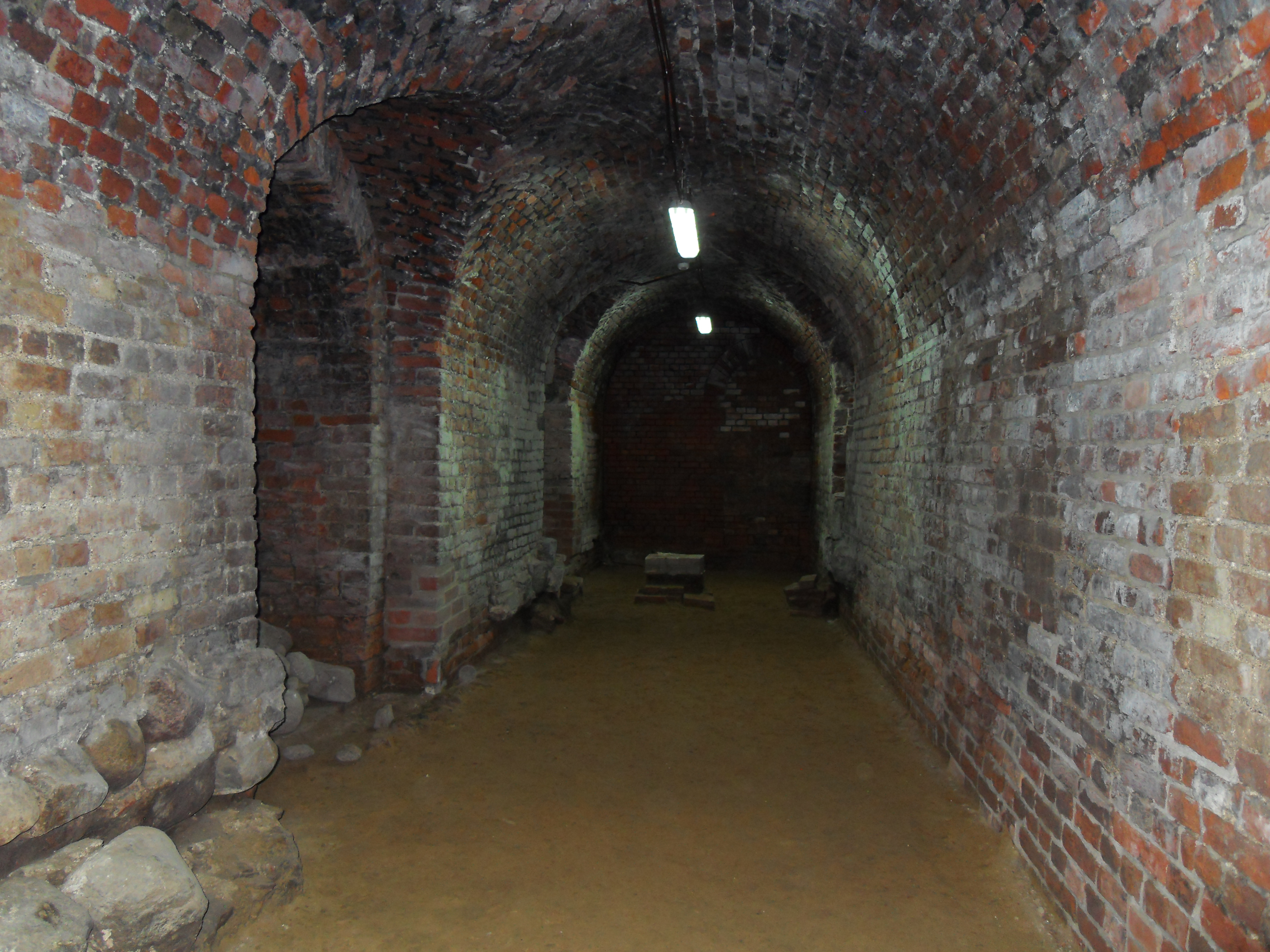
Piwnice bramy
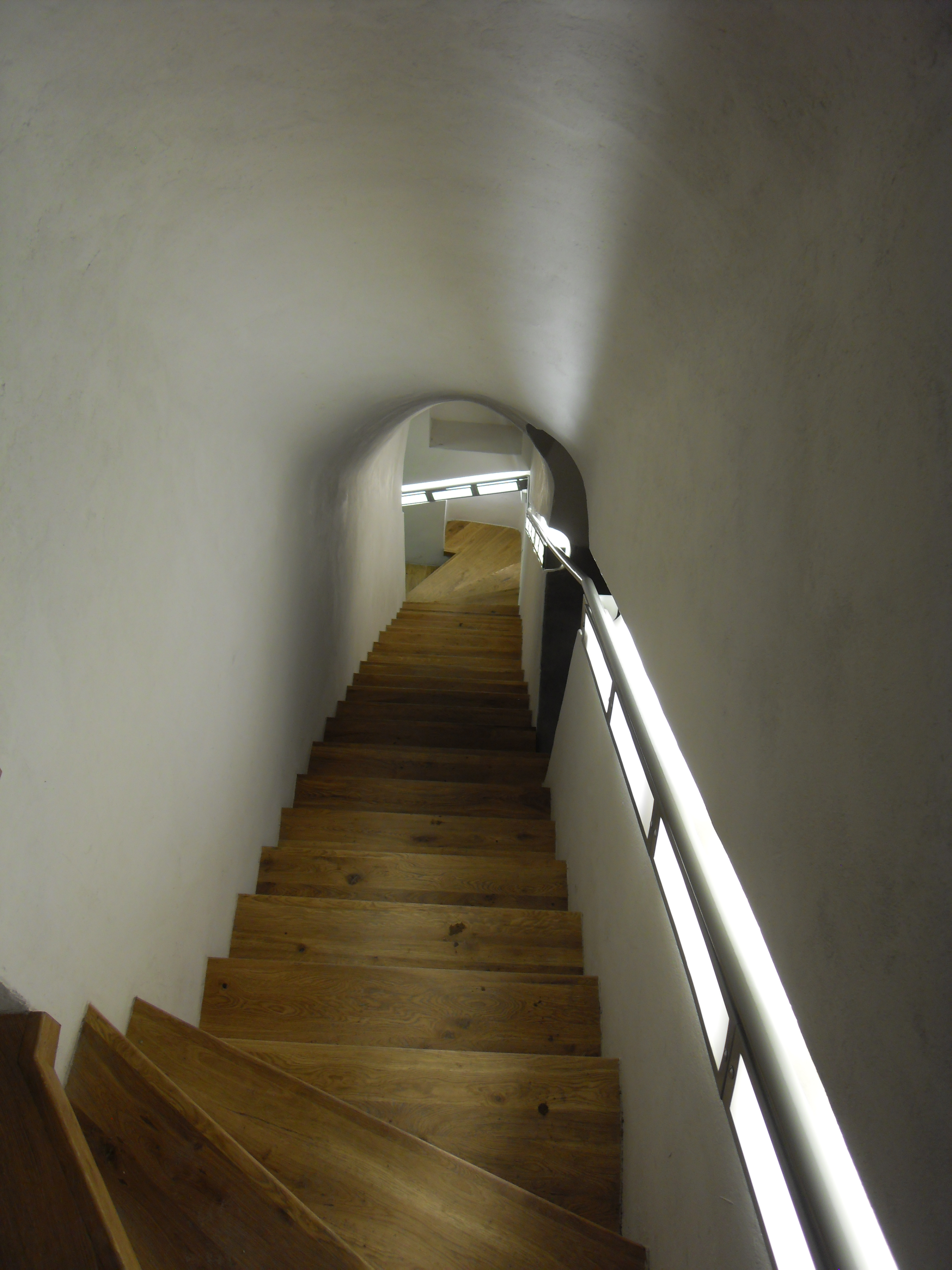
Klatka schodowa
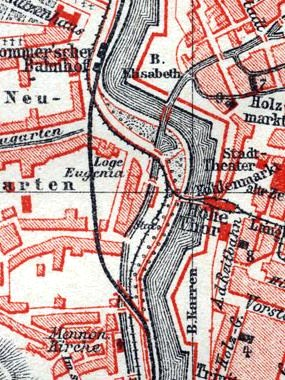
Brama z fosą i bastionami na planie z 1885 roku

## Forma i wystrój budowli

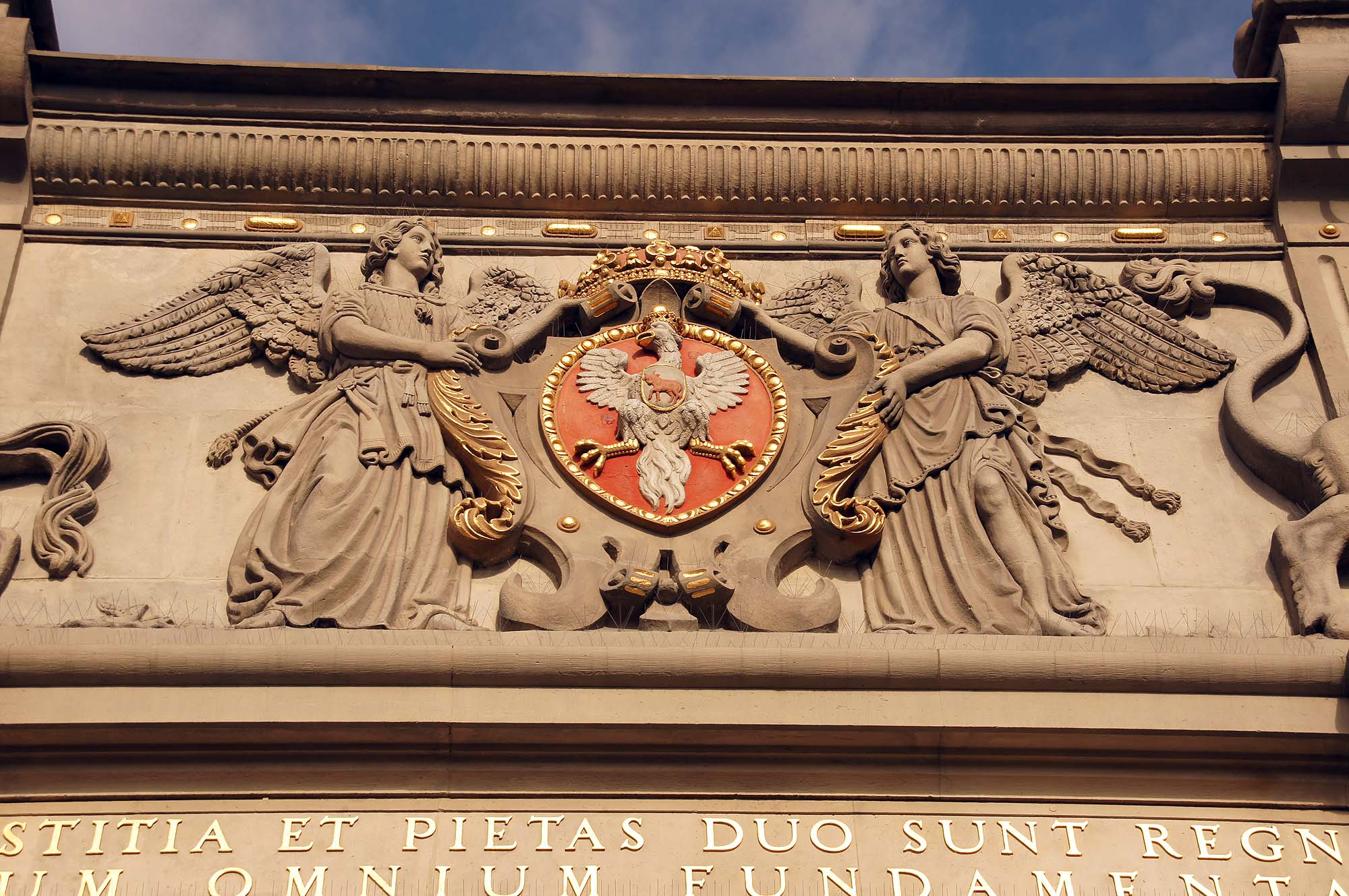
Herb Królestwa Polskiego

Masywna forma bramy nawiązywała do bram miejskich w Antwerpii (Sint-Joris Poort – Brama św. Jerzego z 1543–45, Kipdorppoort z 1550), opartych na wzorach włoskich. W przyziemiu cztery zdwojone pilastry toskańskie flankują trzy półkoliście zamknięte przeloty – środkowy, najwyższy, przeznaczony był dla ruchu kołowego, dwa boczne dla ruchu pieszego. Ta kondygnacja jest oblicowana rustyką z piaskowca, którego ciosy ozdobione zostały głęboko rytym ornamentem roślinnym. Górna kondygnacja, która musiała zakrywać uniesioną bronę środkowego przelotu, ozdobiona jest fryzem heraldycznym z trzema silnie wypukłymi herbami: pośrodku Królestwa Polskiego, po prawej Gdańska, po lewej Prus Królewskich. Fryz jest podzielony płaskimi, nieklasycznymi pilastrami, które kontynuują podziały pionowe dolnej kondygnacji i znajdują przedłużenie na attyce w rzeźbach czterech lwów. Całość nakryta jest płaskim dachem czterospadowym.
Na elewacji wschodniej, zwróconej ku Katowni, znajduje się płaskorzeźbiony herb Cesarstwa Niemieckiego, dodany podczas rządów niemieckich w Gdańsku w 1884.
Przed bramą znajdował się most zwodzony (właściwie trzy kładki: środkowa szeroka i dwie boczne, węższe), przerzucony nad fosą.
|                                                                                        |  |
| Reliefy i łacińskie sentencje na zachodniej ścianie oraz reliefy na wschodniej ścianie |  |

### Napisy
Na fasadzie znajdują się ponadto sentencje łacińskie:
- Sapientissime fiunt quae pro Republica fiunt – „Najmądrzej dzieje się wszystko, co się dzieje dla Rzeczypospolitej”.
- Iustitia et Pietas duo sunt Regnorum omnium Fundamenta – „Sprawiedliwość i pobożność to dwie podstawy wszystkich królestw”, lub też jeśli wziąć pod uwagę tylko dolną linię – Rum omnium Fundamenta – „Rum podstawą wszystkiego”, co uznawane jest za typowy ówczesny gdański humor.
- Civitatib.(us) haec optanda bona maxime Pax Libertas et Concordia – „Dobra najbardziej dla państw pożądane to pokój, wolność, zgoda”.

Napisy, cyfry i herby były dawniej obficie złocone.

## Historia budowli
Projekt budowlany został zatwierdzony przez Radę Miasta w 1586. Ukończona w 1588, przez 290 lat brama istniała w niezmienionej formie. W 1861 fasada została poddana pracom restauracyjnym (ich śladem jest data umieszczona w kilku miejscach). W 1878 postanowiono zwiększyć przepustowość przejazdu – brama wewnętrzna została wyburzona, a po obu stronach bramy van den Blocke’a wybito w wałach dodatkowe przejazdy. Ponadto most zwodzony nad fosą zastąpiono stałą groblą. W 1884 oblicowano całość bramy rustyką (która wcześniej istniała tylko na elewacji zachodniej) i dodano fryz z herbem na wschodniej elewacji. W 1895 wały zostały całkowicie zniesione, a fosa zasypana. Do wolno stojącego budynku bramy przeniesiono w 1903 odwach i w związku z tym zamknięto przejazdy. Po demilitaryzacji Gdańska w 1920 pomieszczenia po odwachu zajęło biuro podróży Norddeutscher Lloyd. W 1945 uszkodzony został głównie wystrój rzeźbiarski bramy. Naprawy i konserwacje prowadzono w 1946, 1949/50 i 1964/65. Dopiero w 1966 zrekonstruowano brakującą figurę lwa w zwieńczeniu. Pomieszczenia użytkowało Polskie Biuro Podróży „Orbis”. W 1952 ponownie otwarto przejazd, pozostawiając zamknięte przejścia boczne, w których mieściła się m.in. informacja turystyczna. W 2002 brama została przejęta przez Muzeum Historyczne Miasta Gdańska, a 22 maja 2012 otwarto w niej Pomorskie Centrum Informacji Turystycznej.

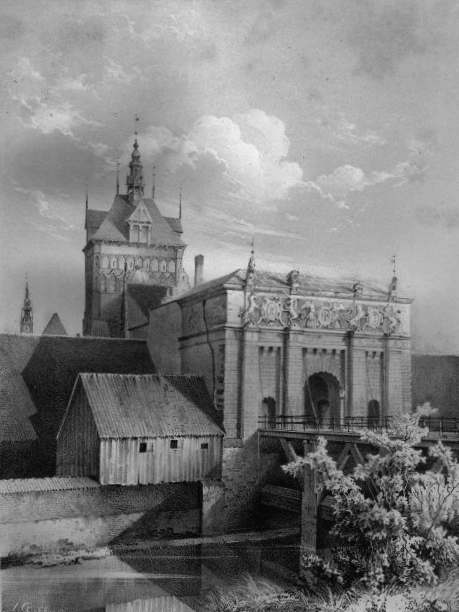
Brama Wyżynna w 1855 roku, przed przebudową otoczenia, które istniało w tej formie prawie 300 lat, rys. Julius Greth
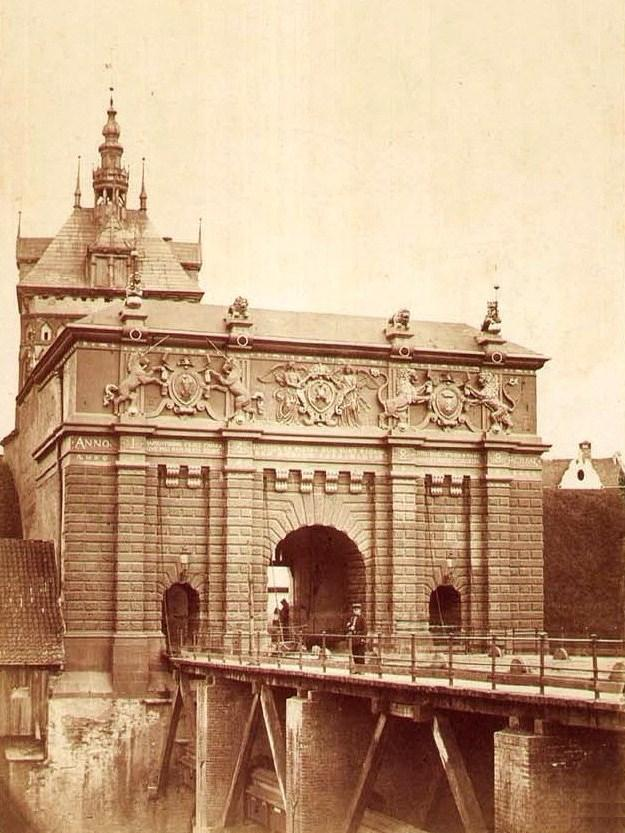
Brama z mostem w 1876 roku
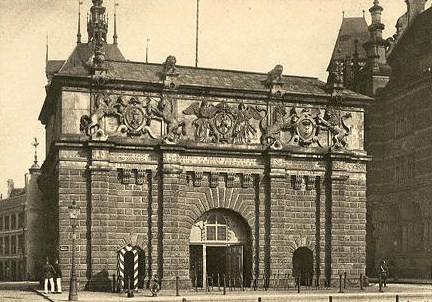
Brama Wyżynna jako siedziba odwachu (fasada zachodnia), pocz. XX wieku